# ヨハン・ニコラウス・ゲッツ

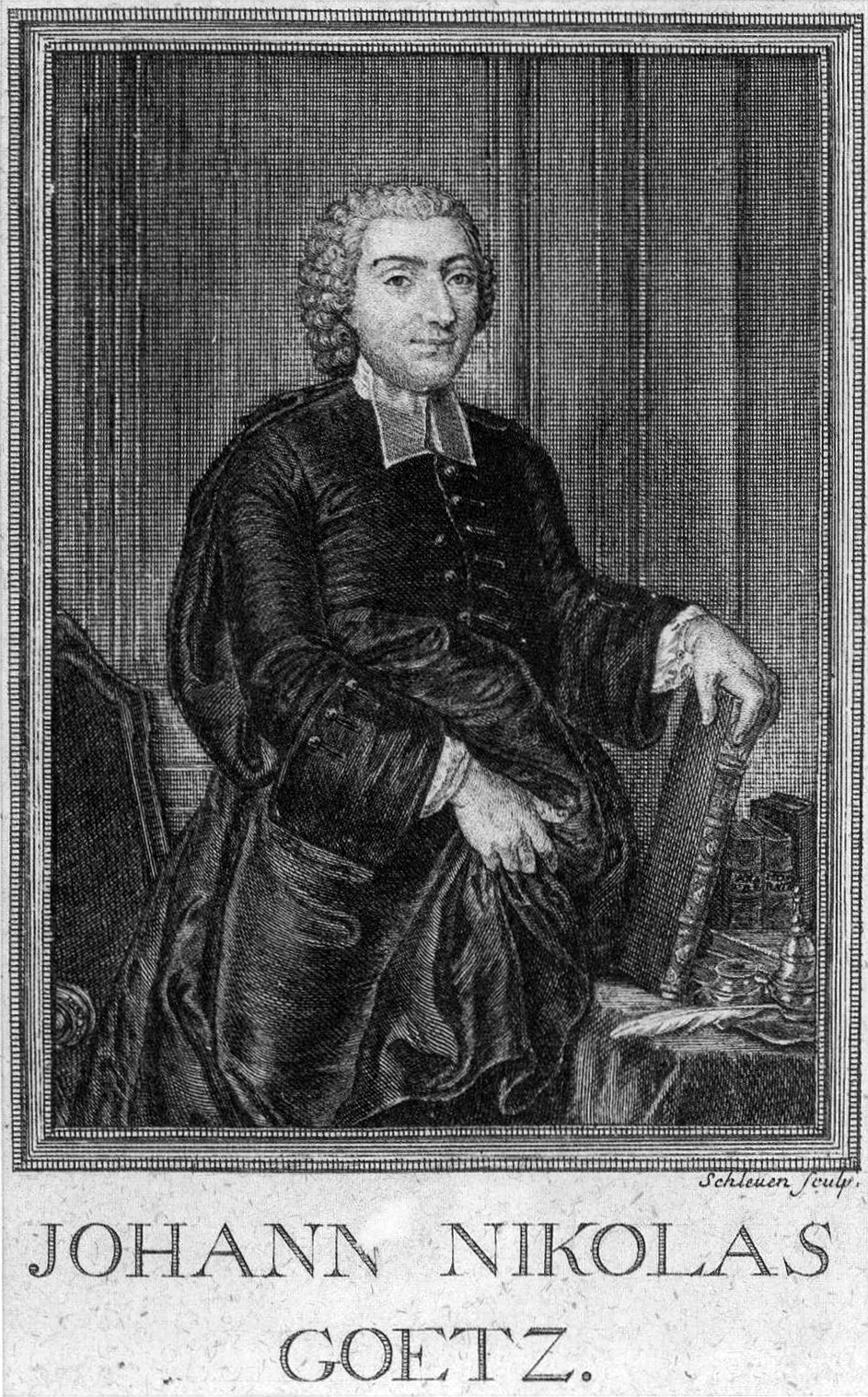
ヨハン・ニコラウス・ゲッツ、1755年。

ヨハン・ニコラウス・ゲッツ（ドイツ語: Johann Nikolaus Götz、1721年7月9日 ヴォルムス - 1781年11月4日 ヴィンターブルク）は、神聖ローマ帝国の詩人。

## 生涯
1721年7月9日、ヴォルムスで生まれる。1739年から1742年までハレ大学で進学を学び、そこでヨハン・ヴィルヘルム・ルートヴィヒ・グライムやヨハン・ペーター・ウッツなどの詩人と知り合った。数年間従軍牧師を務めた後、ほかの聖職を務めた。1781年11月4日、ヴィンターブルクで死去した。

## 作品
ゲッツの作品にはいくつかの短い歌詞と翻訳作品があり、うちアナクレオンの作品の翻訳が最も良い作品である。もっとも有名な作品はDie Mädcheninselというエレジーで、プロイセン王フリードリヒ2世にも評価されたという。ブリタニカ百科事典第11版によると、ゲッツのオリジナル作品は陽気にあふれ、ドイツ風の深さよりはフランス風のウィットに富んでいるという。
ゲッツの作品集は1785年にマンハイムで出版され、1807年に第2版が出版された。